# 머큐리 13

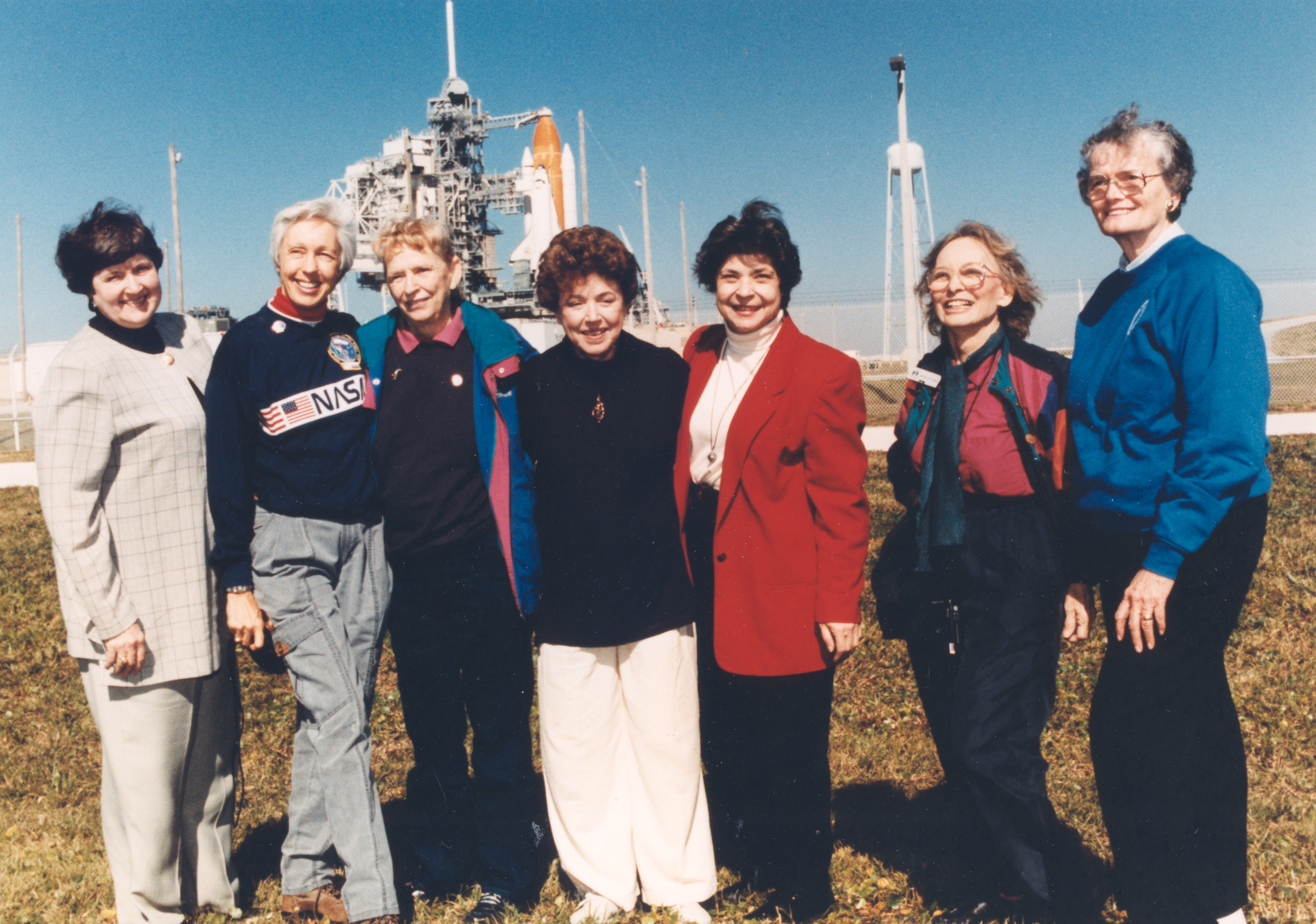

머큐리 13(Mercury 13)은 1959년부터 1960년까지 NASA 의사 윌리엄 랜돌프 러브레이스 2세(William Randolph Lovelace II)가 운영한 민간 자금 지원 연구 프로그램에 참여한 13명의 미국 여성이었다. 이 프로그램은 여성의 우주 비행을 시험하고 선별하는 것을 목표로 했다. 첫 번째 참가자인 조종사 제럴딘 "제리" 콥은 러브레이스가 다른 사람들을 식별하고 모집하는 데 도움을 주었다. 참가자들은 NASA가 머큐리 계획을 위해 선정한 우주비행사와 동일한 생리학적 선별 테스트를 성공적으로 거쳤다. 러브레이스는 이 프로젝트를 "Woman in Space Program"이라고 불렀지만, 수십 년 후 13명의 여성은 "머큐리 13"으로 알려지게 되었다. 이 용어는 1995년 머큐리 세븐 우주비행사를 비교하기 위해 만들어진 용어이다. 머큐리 13 여성은 NASA의 공식 우주비행사 프로그램에 참여할 수 없었고, 당시에는 단체로 훈련을 받은 적도, 우주 비행을 한 적도 없었다.
1960년대에 이들 여성 중 일부는 우주 비행사 프로그램에 여성을 포함시키기 위해 백악관과 미국 의회에 로비를 펼친 사람들 중 일부였다. 그들은 1962년 의회 위원회에서 증언했다. 1963년 클레어 부스 루스(Clare Boothe Luce)는 라이프지에 여성을 홍보하고 NASA가 여성을 우주비행사로 포함시키지 못한 것에 대해 비판하는 기사를 썼다.
13명 중 한 명인 월리 펑크(Wally Funk)는 2021년 7월 20일 블루 오리진의 뉴 셰퍼드 4호 임무 플라이트 16을 타고 준궤도 비행을 통해 우주로 발사되어 82세의 나이로 (당시) 우주로 간 최고령자가 되었다. 2018년 넷플릭스가 제작한 다큐멘터리 머큐리 13을 포함해 여성에 대한 이야기는 책, 전시회, 영화에서 다시 다루어졌다.

## 같이 보기
- 발렌티나 테레시코바
- 스베틀라나 사비츠카야
- 샐리 라이드